# برنجاسف پیرزن
 برنجاسف پیرزن(نام علمی: Artemisia maritima) نام یک گونه از سرده درمنه‌ها است.